# 企業一覧
企業一覧（きぎょういちらん）は、企業の一覧記事の一覧。
アジア
- 日本の企業一覧
- 中華人民共和国の企業一覧
- 韓国の企業一覧
- 朝鮮民主主義人民共和国の企業一覧
- インドの企業一覧
- 香港の企業一覧
- 台湾の企業一覧
- ウズベキスタンの企業一覧

アメリカ
- アメリカ合衆国の企業一覧
- カナダの企業一覧

ヨーロッパ
- イギリスの企業一覧
- フランスの企業一覧
- ドイツの企業一覧
- イタリアの企業一覧
- スイスの企業一覧
- ロシアの企業一覧
- スペインの企業一覧
- ポルトガルの企業一覧
- オランダの企業一覧
- オーストリアの企業一覧

オセアニア
- オーストラリアの企業一覧

アフリカ
- 南アフリカ共和国の企業一覧